# کیکا مورنو
کیکا مورنو (انگلیسی: Kika Moreno؛ زادهٔ ۲۵ ژانویهٔ ۱۹۹۷) بازیکن فوتبال اهل ونزوئلا است.
از باشگاه‌هایی که در آن بازی کرده‌است می‌توان به باشگاه فوتبال دپورتیوو لاکرونیا اشاره کرد.
وی همچنین در تیم‌های ملی فوتبال Venezuela women's national under-17 football team, Venezuela women's national under-20 football team، و Venezuela women's national football team بازی کرده‌است.